# C*-álgebra
En matemáticas, especialmente en análisis funcional, una C*-álgebra (pronunciado "C estrella álgebra") es un álgebra de Banach con una involución satisfaciendo propiedades similares a las de los operadores adjuntos. Un caso particular es el de un álgebra compleja {\displaystyle A} de operadores lineales continuos sobre un espacio de Hilbert {\displaystyle {\mathcal {H}}} junto a dos propiedades adicionales:
- {\displaystyle A}  es un subespacio cerrado de {\displaystyle \mathbb {B} ({\mathcal {H}})} en la topología generada por la norma de operadores.
- {\displaystyle A}  es cerrada bajo la operación de adjunción de operadores, esto es, si {\displaystyle x\in A} entonces  {\displaystyle x^{*}\in A}.

Otra clase importante de C*-álgebra corresponde al álgebra de funciones continuas {\displaystyle f:X\rightarrow \mathbb {C} } que se desvanecen en el infinito, donde {\displaystyle X} es un espacio de Hausdorff localmente compacto (comúnmente este espacio es denotado como {\displaystyle C_{0}(X)} ).
Las álgebras C*-álgebras se consideraron en un principio por su uso en mecánica cuántica. Esta línea de investigación comenzó con los estudios de Werner Heisenberg en mecánica matricial  y en una forma más rigurosa por Pascual Jordan en 1933. Posteriormente, John von Neumann intentó establecer un marco general para estas álgebras, que culminó en una serie de artículos sobre anillos de operadores. Estos artículos consideraron una clase especial de C*-álgebras que ahora se conocen como álgebras de von Neumann.
En 1943 el trabajo de Israel Gelfand y Mark Naimark produjo una caracterización abstracta de C*-álgebras sin hacer referencia a operadores en un espacio de Hilbert. 
Las C*-álgebras son ahora una herramienta importante en la teoría de representaciones unitarias de grupos localmente compactos, y también se utilizan en formulaciones algebraicas de mecánica cuántica.

## Caracterización Abstracta
La descripción expuesta aquí corresponde a la caracterización dada en el trabajo Gelfand y Naimark en 1943.
Una C*-álgebra es un álgebra de Banach {\displaystyle A} sobre el cuerpo de los números complejos, en conjunto con una función {\displaystyle ^{*}:A\rightarrow A}  llamada involución que tiene las siguientes propiedades para todo {\displaystyle x,y\in A} y {\displaystyle \lambda \in \mathbb {C} } :
1. Involutiva: {\displaystyle x^{**}=(x^{*})^{*}=x}.
2. Antilineal: {\displaystyle (x+y)^{*}=x^{*}+y^{*}} , {\displaystyle (\lambda x)^{*}={\overline {\lambda }}x^{*}}.
3. Contravariante: {\displaystyle (xy)^{*}=y^{*}x^{*}}.
4. Satisface la C* identidad: {\displaystyle \Vert xx^{*}\Vert =\Vert x\Vert ^{2}}.

Si un álgebra de Banach {\displaystyle M} satisface las condiciones 1, 2 y 3 la llamamos simplemente *-álgebra.
Importante: Existen referencias que llaman a la condición 4 como B* identidad mientras que la C* identidad es considerada como {\displaystyle \Vert xx^{*}\Vert =\Vert x\Vert \Vert x^{*}\Vert } para todo {\displaystyle x\in A}. Sin embargo estas dos condiciones son equivalentes y esto ha causado que los términos "B* identidad" o "B*-álgebras" hayan sido dejados de usar con el tiempo.

## Un poco de historia: desde la B* identidad hasta la C* identidad
El término B*-álgebra fue introducido por C. E. Rickart en 1946 para describir *-álgebras de Banach que satisfacen la condición:
- {\displaystyle \lVert xx^{*}\rVert =\lVert x\rVert ^{2}} for all para todo {\displaystyle x} en la B*-álgebra (B* condición).

Esta condición automáticamente implica que la *-involución es isométrica, esto es, {\displaystyle \lVert x\rVert =\lVert x^{*}\rVert }. Por lo tanto, {\displaystyle \lVert xx^{*}\rVert =\lVert x\rVert \lVert x^{*}\rVert }, y así una B*-álgebra es también una C*-álgebra. Así mismo, la C* condición implica la B* condición. Esto es no trivial, y puede ser probado sin usar la condición {\displaystyle \lVert x\rVert =\lVert x^{*}\rVert }. Por estas razones, el término B*-álgebra es raramente usado actualmente y ha sido reemplazado por el término 'C*-álgebra'.
El término C*-álgebra fue introducido por I. E Segal en 1947 para describir sub álgebras cerradas (bajo la norma operatorial) de {\displaystyle \mathbb {B} ({\mathcal {H}})} (espacio de operadores acotados sobre el espacio de Hilbert {\displaystyle {\mathcal {H}}}). La letra 'C' proviene por la palabra closed (cerrado en inglés). En su artículo Segal define una C*-álgebra como un "álgebra uniformemente cerrada de operadores acotados y autoadjuntos sobre un espacio de Hilbert".

## Estructura de las C*-álgebras
Las c*-álgebras tienen una gran cantidad de propiedad que son técnicamente convenientes. Algunas de estas propiedades pueden ser establecidas usan el cálculo funcional continuo o por reducción a C*-álgebras conmutativas. En el último caso, podemos usar el hecho de que la estructura de éstas está completamente determinada por el isomorfismo de Gelfand.

### *-Homomorfismos
Una función lineal continua  {\displaystyle \pi :A\rightarrow B} entre C*-álgebras {\displaystyle A} y {\displaystyle B} se llama un *-homomorfismo si para todo {\displaystyle x,y\in A} se tiene:
1. {\displaystyle \pi (xy)=\pi (x)\pi (y)}.
2. {\displaystyle \pi (x^{*})=\pi (x)^{*}}.

Tal función {\displaystyle \pi } es automáticamente continua. Si {\displaystyle \pi } es biyectiva, entonces su inversa es también un *-homorfismo y {\displaystyle \pi } se llama un *-isomorfismo, luego {\displaystyle A} y {\displaystyle B} se dicen *-isomorfos. En ese caso, {\displaystyle A} y {\displaystyle B} son para todos los propósitos prácticamente iguales; se diferencian solamente en la notación de sus elementos. La estructura de una C*-álgebra fuerza cualesquiera *-homomorfismos a ser contractivos; y un *-homomorfismo es inyectivo si y solamente si es isométrico.

### Elementos auto adjuntos
Elementos auto adjuntos son aquellos de la forma {\displaystyle x=x^{*}}. El conjunto de elementos de una C*-álgebra {\displaystyle A} de la forma {\displaystyle xx^{*}} forman un cono convexo cerrado. Elementos de este cono son llamados no-negativos (o a veces positivos, incluso si esta terminología entra en conflicto con los elementos de {\displaystyle \mathbb {R} }).

## Ejemplos de C*-álgebras

### C∗{\displaystyle C^{*}}-álgebras de dimensión finita
El álgebra {\displaystyle M_{n}(\mathbb {C} )} de matrices {\displaystyle n\times n} sobre {\displaystyle \mathbb {C} } se convierte en una {\displaystyle C^{*}}-álgebra cuando se consideran las matrices como operadores sobre el espacio euclídeo {\displaystyle \mathbb {C} ^{n}} bajo la norma de operador {\displaystyle \lVert \cdot \rVert _{\infty }}.
La involución viene dada por la transpuesta conjugada.
Siendo un poco más general, se pueden considerar sumas directas finitas de álgebras de matrices. De hecho, toda {\displaystyle C^{*}}-álgebra que sea de dimensión finita como espacio vectorial es, salvo isomorfismo, de esta forma. El requisito de autoadjunción implica que las {\displaystyle C^{*}}-álgebras de dimensión finita son semisimples, de lo cual se deduce el siguiente teorema de tipo Artin–Wedderburn:
Teorema. Toda {\displaystyle C^{*}}-álgebra {\displaystyle A} de dimensión finita es canónicamente isomorfa a una suma directa finita 
{\displaystyle A=\bigoplus _{e\in \min A}Ae}
donde {\displaystyle \min A} es el conjunto de proyecciones centrales autoadjuntas mínimas y no nulas de {\displaystyle A}.
Cada {\displaystyle C^{*}}-álgebra {\displaystyle Ae} es isomorfa (de forma no canónica) al álgebra de matrices completa {\displaystyle M_{\dim(e)}(\mathbb {C} )}. La familia finita indexada por {\displaystyle \min A} dada por {\displaystyle (\dim(e)|\,\,e\in {\text{min}}A)} se denomina el vector de dimensión de {\displaystyle A}. Este vector determina de manera única la clase de isomorfismo de una {\displaystyle C^{*}}-álgebra de dimensión finita.  
En el lenguaje de la K-teoría, este vector corresponde al cono positivo del grupo {\displaystyle K_{0}} de {\displaystyle A}.
Una †-álgebra (o, más explícitamente, una álgebra cerrada bajo †) es el nombre que se utiliza ocasionalmente en física para referirse a una {\displaystyle C^{*}}-álgebra de dimensión finita. El símbolo daga, †, se usa en el nombre porque los físicos suelen utilizar este símbolo para denotar el adjunto hermítico, a diferencia del contexto matemático en donde el asterisco corresponde a la terminología habitual. Las †-álgebras aparecen de forma destacada en la mecánica cuántica y, en particular, en la ciencia de la información cuántica.
Una generalización inmediata de las {\displaystyle C^{*}}-álgebras de dimensión finita son las C*-álgebras aproximadamente de dimensión finita.

### Álgebra de Operadores
Como mencionamos, el ejemplo motivante de una C*-álgebra es el álgebra de los operadores lineales continuos  {\displaystyle \mathbb {B} ({\mathcal {H}})} definidos en un espacio de Hilbert complejo {\displaystyle {\mathcal {H}}}. Definimos la involución {\displaystyle ^{*}:\mathbb {B} ({\mathcal {H}})\rightarrow \mathbb {B} ({\mathcal {H}})} de la siguiente manera: para cada operador {\displaystyle x} en  {\displaystyle \mathbb {B} ({\mathcal {H}})} definimos {\displaystyle x^{*}} como el operador adjunto de {\displaystyle x}. Este ejemplo es fundamental ya que cada C*-álgebra es *-isomorfa a una subálgebra cerrada de tal álgebra de operadores para un espacio de Hilbert {\displaystyle {\mathcal {H}}} conveniente (Teorema de Gelfand-Naimark).  
En particular, el álgebra de {\displaystyle n\times n} matrices sobre {\displaystyle \mathbb {C} } se convierte en una C*-álgebra si utilizamos la norma de operador  viendo a la matriz como un operador lineal del espacio {\displaystyle \mathbb {C} ^{n}}.

### C*-álgebras conmutativas
Un ejemplo de una C*-álgebra conmutativa es el álgebra {\displaystyle C(X)} de todas las funciones continuas complejo-valoradas definidas en un compacto de Hausdorff {\displaystyle X}. Aquí la norma de una función es el supremo de su valor absoluto, y la operación estrella es la conjugación compleja. Cada C*-álgebra conmutativa con elemento unidad es *-isomorfa a una tal álgebra {\displaystyle C(X)} usando la representación de Gelfand.
Si uno parte de un espacio localmente compacto de Hausdorff {\displaystyle X} y considera las funciones continuas complejo-valoradas en {\displaystyle X} que se anulan en el infinito (definido en el artículo sobre la compacidad local), entonces éstas forman una C*-álgebra conmutativa {\displaystyle C_{0}(X)}; si {\displaystyle X} no es compacto, entonces {\displaystyle C_{0}(X)} no tiene elemento unidad. Una vez más la representación de Gelfand demuestra que cada C*-álgebra conmutativa es *-isomorfa a una álgebra de la forma {\displaystyle C_{0}(X)}.

### Álgebras de von Neumann
Las álgebras de von Neumann, conocidas como W*-álgebras antes de los años 60, son una clase especial de C*-álgebras. Se les requiere ser cerradas en una topología que es más débil que la topología de la norma. Su estudio es una rama en sí misma de las matemáticas, aparte de las C*-álgebras.

## Espectro de elementos en una C*-álgebra
Del mismo modo que para los operadores en un espacio de Hilbert, es posible definir el espectro de los elementos de una C*-álgebra. El espectro de un elemento  {\displaystyle x\in A} ({\displaystyle A} es una C*-álgebra unitaria con unidad {\displaystyle 1_{A}}) está definido como
{\displaystyle \sigma (x):=\left\{\lambda \in \mathbb {C} ,\,\,x-\lambda 1_{A}\,\,{\text{ no es invertible en }}A\right\}},
en donde "invertible en {\displaystyle A}" significa la existencia de un elemento {\displaystyle y\in A} tal que {\displaystyle x\cdot y=y\cdot x=1_{A}}. Como se restringe a la invertibilidad en {\displaystyle A} usualmente se escribe a este subconjunto de {\displaystyle \mathbb {C} } como {\displaystyle \sigma _{A}(x)} (por ejemplo si {\displaystyle B} es un C*-álgebra que contiene {\displaystyle A} entonces es claro que {\displaystyle \sigma _{B}(x)\subset \sigma _{A}(x)}).
El espectro de cualquier elemento {\displaystyle x} es un subconjunto cerrado de la bola cerrada en {\displaystyle \mathbb {C} } de radio {\displaystyle \Vert x\Vert _{A}} y centro {\displaystyle 0}, de modo que es un conjunto compacto. Más aún, el espectro de todo elemento {\displaystyle x\in A} es no vacío y satisface la fórmula del radio espectral:
{\displaystyle \sup\{|\lambda |,\,\,\lambda \in \sigma (x)\}=\lim _{n\rightarrow +\infty }\Vert x^{n}\Vert ^{\frac {1}{n}}}.
Para todo elemento {\displaystyle x\in A} normal, la norma de {\displaystyle x} es igual a su radio espectral:
{\displaystyle \|x\|=\sup\{|\lambda |\mid \lambda \in \sigma (x)\}.}
Esto se aplica en particular para todo {\displaystyle x} autoadjunto, por ejemplo para {\displaystyle x=yy^{*}}, donde la norma de {\displaystyle x} es el cuadrado de aquella de {\displaystyle y}. De este modo la estructura algebraica determina la norma (y por lo tanto la topología). Es esta propiedad la responsable de que los *-morfismos son automáticamente continuos (particularmente aquellos inyectivos serán isometrías).

## El cálculo funcional continuo
Si {\displaystyle x} es un elemento normal de una C*-álgebra {\displaystyle A} (es decir, conmuta con su adjunto), entonces existe un *-isomorfismo isométrico entre el álgebra de las funciones continuas sobre el espectro {\displaystyle \sigma (x)} de {\displaystyle x} y la sub-C*-álgebra de {\displaystyle A} generada por {\displaystyle x} y {\displaystyle 1_{A}}. Dicho de otra forma, para toda función continua {\displaystyle f} sobre {\displaystyle \sigma (x)}, podemos definir {\displaystyle f(x)} de manera única, como un elemento de {\displaystyle A}. Este cálculo funcional extiende el cálculo funcional polinomial, además {\displaystyle \sigma (f(x))=f(\sigma (x))} (Teorema Espectral).

## La construcción GNS
Gracias a Gelfand, Naimark y Segal existe la construcción de un isomorfismo *-isométrico (o también llamada una representación fiel) entre toda C*-álgebra, y una subálgebra cerrada del álgebra de operadores sobre un cierto espacio de Hilbert (el cual se construye al mismo tiempo que el isomorfismo). De este modo la teoría de las C*-álgebras puede trasladarse a la teoría de los operadores sobre un espacio de Hilbert.

## C*-álgebras y la teoría cuántica de campos
En teoría cuántica de campos, se describe típicamente un conjunto físico con una C*-álgebra {\displaystyle A} con elemento unidad {\displaystyle 1_{A}}; los elementos auto-adjuntos de {\displaystyle A} (elementos {\displaystyle x\in A} tales que con {\displaystyle x^{*}=x}) se interpretan como observables, las cantidades medibles, del sistema. Un estado del sistema se define como una funcional positiva en {\displaystyle A}, una función {\displaystyle \mathbb {C} }-lineal {\displaystyle \varphi :A\rightarrow \mathbb {C} } con {\displaystyle \varphi (u^{*}u)>0} para todo {\displaystyle u\in A\setminus \{0\}}, tal que {\displaystyle \varphi (1_{A})=1}. El valor esperado del observable {\displaystyle x}, si el sistema está en el estado {\displaystyle \varphi }, es entonces {\displaystyle \varphi (x)}.